# Pálos kolostor (Hangony)
Koordináták: é. sz. 48° 14′ 22″, k. h. 20° 09′ 06″48.239556°N 20.151778°E
A hangonyi pálos kolostor romjai Hangonytól északnyugatra a Birinyi-ér völgyébe torkolló Barátvölgy jobb oldalán, az erdőben találhatóak.

## Története

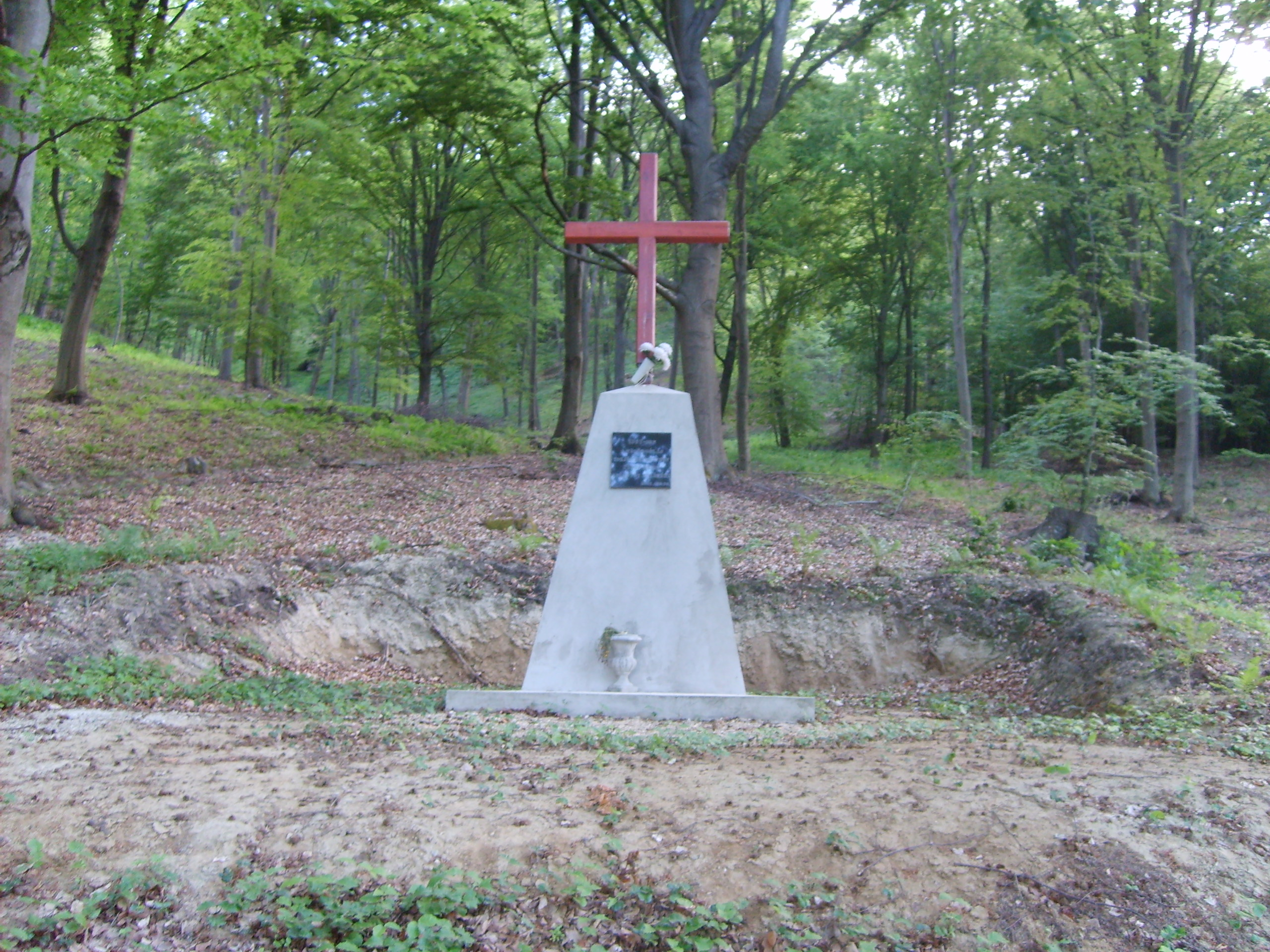
A Pálos kolostor helyén álló emlékmű

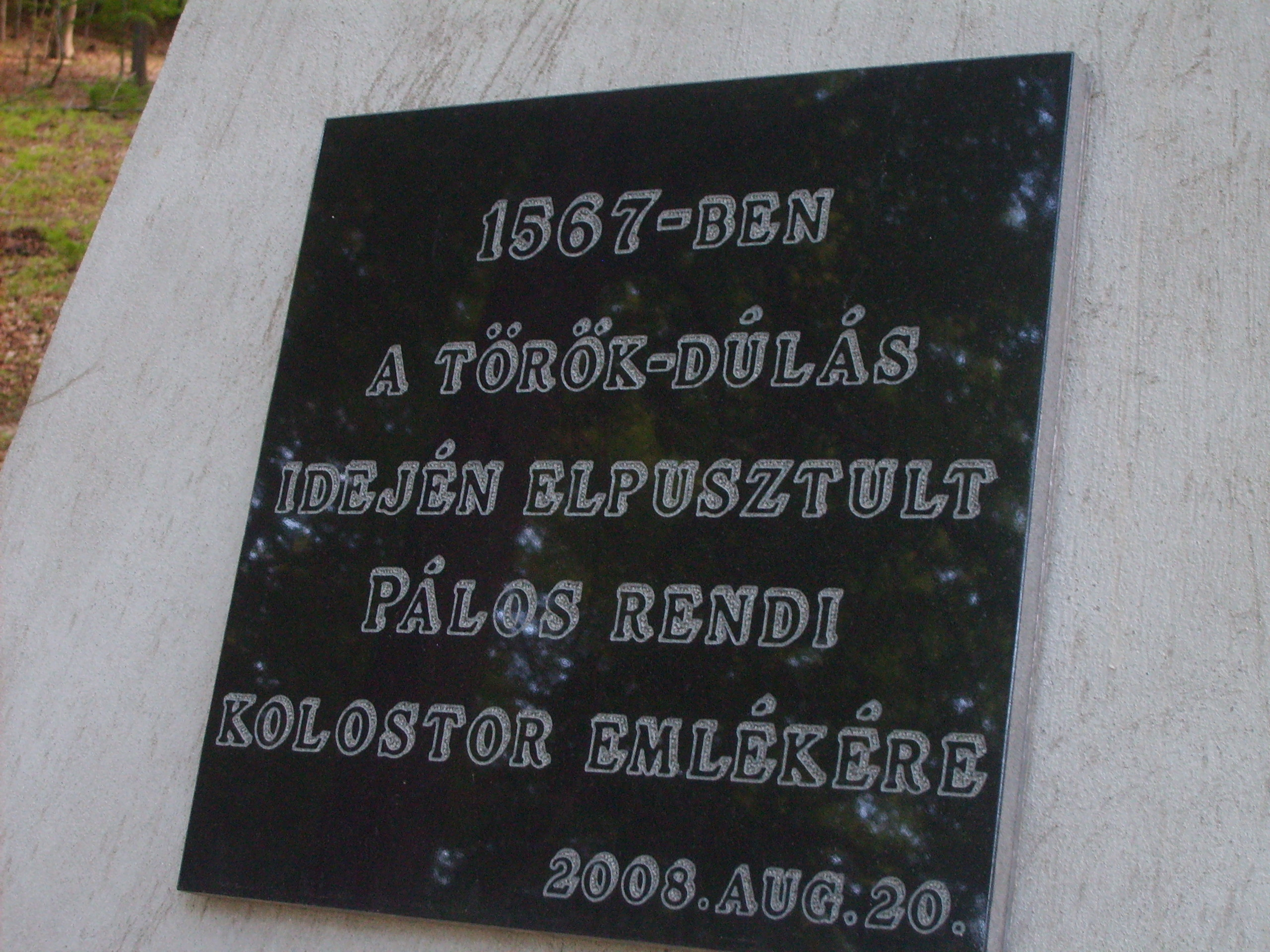
Az emléktábla

A Hangony nemzetség két tagja, Lázár és Domonkos alapította a kolostort 1368-ban a Barátvölgyben. Templom is épült mellé, amely Szent Anna tiszteletére volt felszentelve. Ismert búcsúhely volt, és oklevél kiállító joggal is rendelkezett. Történetéről nem sokat tudunk, bár nem is nevezhetjük hosszú életűnek, mivel a törökök 1567-ben felégették, s ezután senki nem építette újjá. Köveiből épült 1776-ban a szentsimoni plébánia, és az 1800-as években házakat is építettek belőlük.

## Műemlékvédelem, régészeti kutatások
Eddig még csak kisebb kutatásokat végeztek a romnál, de így is érdekes leletek kerültek a felszínre. A hangonyi templomban a kolostorban talált kőkeresztek, az ózdi múzeumban pedig a kolostor templomának faragott boltívtöredéke tekinthető meg.

## Külső hivatkozások
- Magyar katolikus lexikon
- Ózd-Putnok térség
- Kárpát Egyesület Archiválva 2010. november 11-i dátummal a Wayback Machine-ben